# هاري هال (لاعب كرة قدم بريطاني)
هاري هال (بالإنجليزية: Harry Hall)‏ (1893 في المملكة المتحدة - ) هو لاعب كرة قدم بريطاني (وحمل سابقاً جنسية المملكة المتحدة لبريطانيا العظمى وأيرلندا) في مركز الهجوم. لعب مع شيفيلد وينزداي وشيفيلد يونايتد ونادي غاينسبورو ترينيتي وغرانتهام تاون ‏ ووركشوب تاون ‏ ولينكولن سيتي أف سي وLong Eaton Rangers F.C. ‏ وNewark Town F.C. ‏.